# Kommissar Navarro
Kommissar Navarro ist eine französische Krimi-Serie, die 1989 erstmals auf dem französischen Sender TF1 gezeigt wurde.
Die Serie wurde in Deutschland zum ersten Mal 1992 auf ProSieben ausgestrahlt, die Wiederholungen wurden auf kabel eins gesendet.
Kommissar Navarro (Roger Hanin) ist ein sympathischer Kerl, er isst zu viel und hat gelegentlich cholerische Anfälle. Er hegt ein gehöriges Misstrauen gegenüber jeglicher Art von Hierarchie. Gewalt ist bei ihm ausgeschlossen. Er löst seine Fälle wie der gemächliche Hercule Poirot mit Köpfchen: Um einen Geldfälscherring zu sprengen, schlüpft er selbst in die Rolle eines Gangsters, der geeignetes Papier zum Drucken anbietet. Als ein Anästhesist ermordet wird, entschließt sich Navarro, einen verletzten Kollegen als Patienten einliefern zu lassen, um die Vorgänge in der Klinik zu überprüfen...
In der Serie spielten zahlreiche Stars wie Ludivine Sagnier, Olivier Martinez, Claude Jade, Agnès Jaoui, Maria Schneider, Constanze Engelbrecht, Solveig Dommartin und Gaspard Ulliel Gastrollen.

## Gaststars
In Gastrollen waren (in alphabetischer Reihe) u. a. dabei:
- Brigitte Auber (Un mort sans avenir, 1991)
- Paul Barge (Le cimetière des sentiments, 1996)
- Jean-Yves Berteloot (Jusqu'au bout de la nuit, 2001)
- Jean-Pierre Bisson (Le cimetière des sentiments, 1996)
- Arthur Brauss (Mort d'un témoin, 1992)
- Michel Creton (Sanglante nostalgie, 1995)
- Jean-Claude Dauphin (Sentiments mortels, 1995)
- Marianne Denicourt (Le collectionneur – Der Mörder des Mörders, 1992)
- Ivan Desny (Dernier casino – Endstation Casino, 1992)
- Solveig Dommartin (Sentiments mortels, 1995)
- Daniel Duval (Triste carnaval, 1994)
- Constanze Engelbrecht (Samouraï, 1991)
- Bruno Garcin (Coups bas, 1995)
- Jean-François Garreaud (Suicide d'un flic, 2000)
- Claude Jade (Sentiments mortels, 1995)
- Agnès Jaoui (Comme des frères – Die Tragödie der Vilminos, 1991)
- Philippe Khorsand (Graine de Macadam, 2001)
- Viktor Lazlo (Secrets, 1999)
- Corinne Le Poulain (Navarro – Verdict, 1997)
- Jean-Pierre Malo (Le fils De Periph – Die Stimme des Mörders, 1990)
- Corinne Marchand (Le parfum du danger, 1997)
- Olivier Martinez (Barbès de l'aube à l'aurore – Die Haie von Paris, 1990)
- Mike Marshall (Police rackett, 2003)
- Edward Meeks (Un rouleau ne fait pas le printemps – Krieg in Chinatown, 1989)
- Michel Pilorgé (Le bal des gringos – Legionär des Terrors)
- Ludivine Sagnier (als Vanessa Berger in Sur ma vie, 2002)
- Maria Schneider (L'ombre d'un père, 1995)
- Guillaume De Tonquedec (Les Fascinations de Navarro, 2004)
- Gaspard Ulliel (als Thierry Morlaas in La Machination, 2004)